# Cosme e Damião

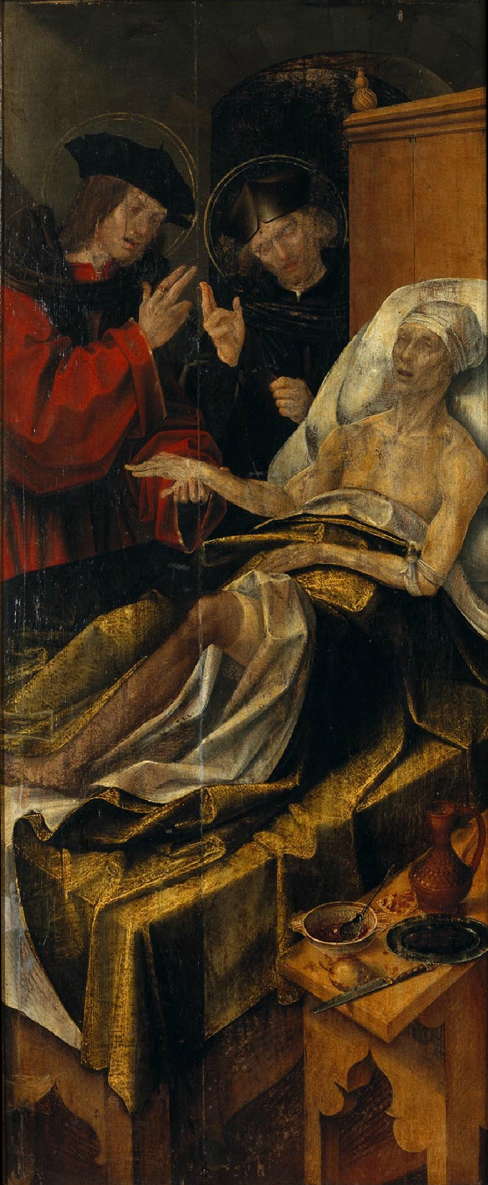
Milagre atribuído a SS. Cosme e Damião: um sacristão tinha uma perna gangrenada; enquanto dormia, os Santos amputaram-lhe a perna doente e substituíram-na pela de um etíope recém sepultado, curando-o.

Os Santos Cosme e Damião, irmãos gêmeos, morreram por volta de 300 d.C. Crê-se que foram médicos, e sua santidade é atribuída pelo motivo de haverem exercido a medicina sem cobrar por isso, devotados à fé. Na Igreja Católica sua festa é celebrada no dia 26 de setembro, de acordo com o atual Calendário Litúrgico Romano do Rito Ordinário, e no dia 27 de setembro, pelo Calendário Litúrgico Romano do Rito Extraordinário. Na Igreja Ortodoxa são celebrados no dia 1 de novembro e também em 1 de julho pelos ortodoxos gregos.

## Biografia
Os gêmeos nasceram em Egeia (agora Ayas, no Golfo do İskenderun, Cilícia, Ásia Menor), e tinham outros três irmãos. O pai foi mártir durante a perseguição dos cristãos na era de Diocleciano. Cosme e Damião eram médicos que curavam os enfermos não só com seu saber mas através de milagres propiciados por suas orações. Seus nomes verdadeiros eram Acta e Passio. Sua mãe se chamava Teodata, e também é venerada como santa pelos ortodoxos.
Os gêmeos praticavam a medicina em Egeia e alcançaram, por isso, grande reputação. Não aceitavam nenhum pagamento por seus serviços e foram por isso chamados de anargiras (em grego antigo: Ανάργυροι anargyroi - avessos ao dinheiro). Dessa forma, eles trouxeram muitos novos adeptos para a fé cristã. Quando a perseguição de Diocleciano começou, o prefeito Lísias mandou prender Cosme e Damião e ordenou-lhes que se retratassem. Eles se mantiveram constantes sob tortura e, segundo a lenda, não sofriam nenhum ferimento por água, fogo, ar, nem mesmo na cruz, até que foram decapitados por uma espada. Seus três irmãos, Antimo, Leôncio e Euprepio também morreram como mártires com eles. A execução ocorreu em 27 setembro, provavelmente entre 287/303 d.C..
Mais tarde, surgiu uma série de relatos fabulosos sobre os gêmeos ligadas em parte às suas relíquias. Os restos mortais dos mártires estavam enterrados na cidade de Ciro, na Síria; o imperador Justiniano I (527-565) suntuosamente restaurou a cidade em sua honra, depois de ter sido curado de uma doença perigosa por intercessão de Cosme e Damião. Justiniano reconstruiu e decorou a igreja dos mártires em Constantinopla, que veio a se tornar um lugar famoso de peregrinação. Em Roma, o Papa Félix IV (526-530) edificou uma igreja em sua honra. 
A Igreja grega celebra a festa dos santos Cosme e Damião em 1 de Julho, 17 de Outubro e 1 de Novembro e venera três pares de santos com o mesmo nome e profissão. Cosme e Damião são considerados os patronos dos médicos e cirurgiões e por vezes são representados por emblemas médicos. Eles são invocados no Cânon da Missa e na Ladainha de Todos os Santos.
O O Antigo Martirológio Inglês (The Old English Martyrology) conta a seguinte lenda:

Quando eles curaram uma senhora de uma grave enfermidade, ela secretamente trouxe a Damião um pequeno presente; os textos dizem que eram três ovos. E então ela suplicou em nome de Deus que ele os aceitasse então Damião os guardou. Cosme ficou tão triste por causa disso que pediu para quando morressem seus corpos não fossem sepultados juntos. Então na mesma noite, o Senhor apareceu para Cosme e disse: "Por que dissestes aquilo pelo presente que Damião recebeu? Ele não o recebeu como pagamento, mas porque lhe foi pedido em meu nome."(...) Quando foram martirizados, os homens que acolheram seus corpos estavam indecisos sobre onde deveriam sepultá-los em separado por causa do que Cosme havia dito, até que surgiu um camelo e disse em voz humana: "Não separem os corpos dos santos, sepultem-nos juntos."

## Culto
A primeira e mais antiga associação médica da Europa a reunir cirurgiões foi a Confrerie et College de Saint Côme, em Paris, 1226, que durou até a Revolução Francesa.

### Portugal
No século XIX, os mártires ainda eram padroeiros de confrarias médicas, para obter o título de doutor em Coimbra, pagavam-se emolumentos para a Irmandade de S. Cosme.

### Brasil
O culto aos gêmeos mártires foi trazido para o Brasil em 1530 por Duarte Coelho Pereira e tornaram-se padroeiros de Igarassu, em Pernambuco. No nordeste brasileiro passaram a ser invocados para afastar o contágios de epidemias. 

## Sincretismos

### Semelhanças com a mitologia grega
Na mitologia grega, há registros desde o século V que esse culto já estaria estabilizado no Mediterrâneo, através de cultos que relatavam a existência de um óleo santo, atribuído a Cosme e Damião, e que tinha o poder de curar doenças e dar filhos às mulheres estéreis.
Alguns grupos isolados concentram seus esforços para demonstrar que Cosme e Damião não existiram de fato, que eram apenas a versão cristã da lenda dos filhos gêmeos de Zeus, Castor e Pólux. Esta versão é combatida por aqueles que acreditam na real existência dos irmãos, embora a visão que o povo tem muitas vezes faça supor que haja uma adaptação do costume pagão.

### Relação com as religiões afro-brasileiras
O dia de São Cosme e Damião é celebrado também pelo candomblé, batuque, xangô do Nordeste, xambá e pelos centros de umbanda onde são associados aos meninos de angola, que trazem bem estar por onde passam, possuem conhecimento de desfazer feitiços e auxiliam na cura de enfermidades. Acredita-se ainda que trazem alegria, deixando harmonia e felicidade no ambiente a sua volta, descarregando o ambiente de energias densas, trabalham na caridade, auxiliando principalmente, pessoas em situações de desamparo, fragilizadas, como crianças, idosos, enfermos. Têm a inocência das crianças consigo, gostam de doces, frutas doces e guloseimas. O nome Cosme significa "o enfeitado" e Damião, "o popular".
Estas religiões os celebram no dia 27 de setembro, enfeitando seus templos com bandeirolas e alegres desenhos, tendo-se o costume, no Brasil, de dar doces e brinquedos às crianças que lotam as ruas em busca dos agrados. Na Bahia, as pessoas comemoram oferecendo caruru, vatapá, doces e pipoca para a vizinhança.

## Data de celebração

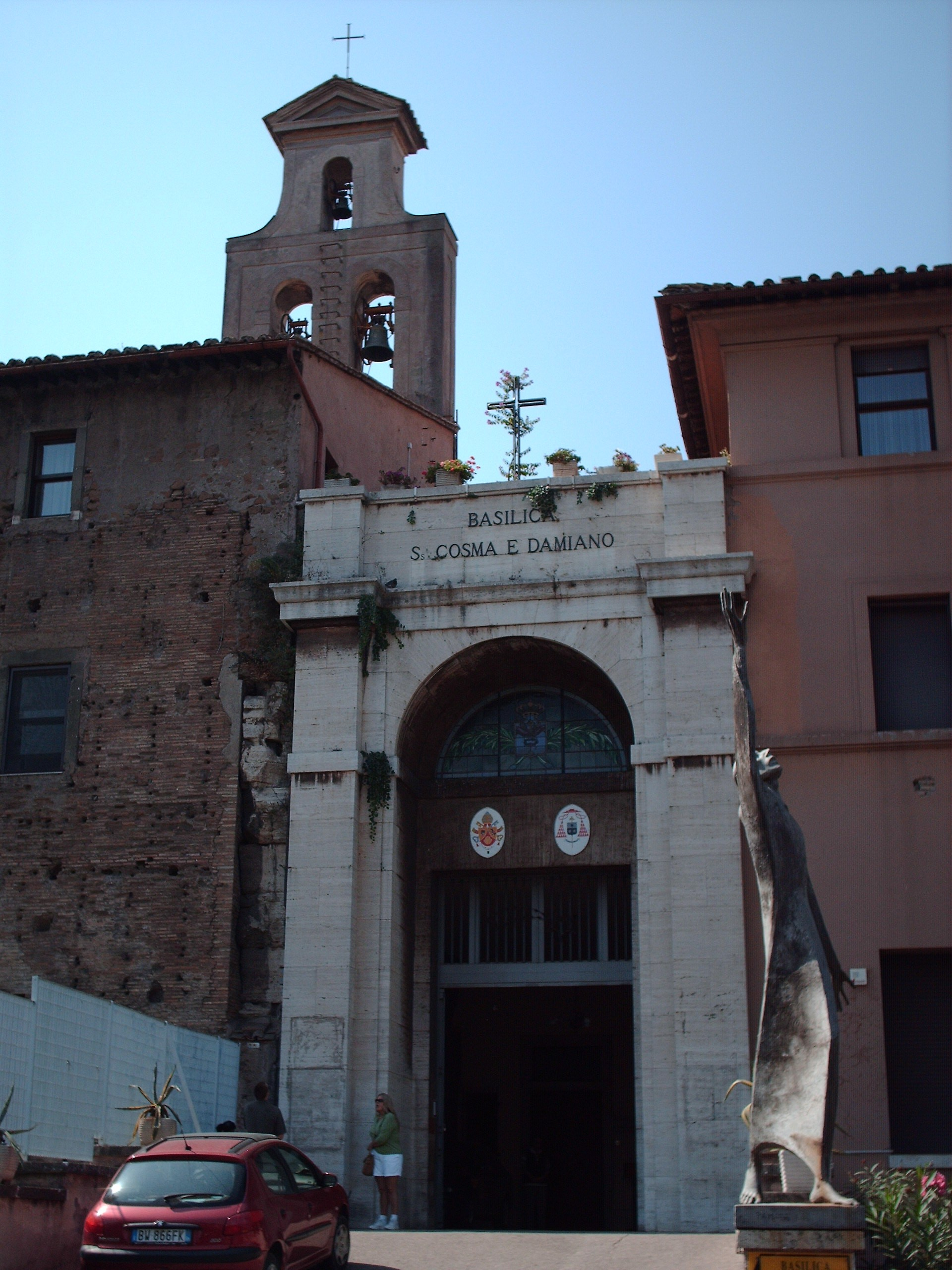
Basílica de São Cosme e Damião, em Roma, sede da diaconia de Ss. Cosma e Damiano.

A Igreja Católica Apostólica Romana, desde tempos imemoráveis até o Calendário Romano de 1962, que vigorou até 1969, celebrava a festa de santos Cosme e Damião no dia 27 de setembro. Porém, em 1969, com a reforma litúrgica, o Calendário Romano passou a comemorá-los no dia 26, pois, considerada a importância de São Vicente de Paulo, também celebrado dia 27, preferiram não pôr as duas Memórias na mesma data. São Vicente ficou com o dia 27, já que era a data sabida de sua morte; já Santos Cosme e Damião, como não se sabe a data de morte deles, tiveram sua Memória movida para o dia 26 de setembro. Ainda assim, católicos tradicionalistas, devotos mais antigos e as religiões afro-brasileiras que também os cultuam, como o Candomblé e a Umbanda, continuam a comemorá-los no dia 27. Apesar da mudança na Igreja Católica, ao menos no Brasil, por conta da tradição, populares continuam fazendo comemorações no dia 27 de setembro.
Cosme e Damião também são celebrados pela Igreja Ortodoxa, mas há três pares de santos Cosme e Damião celebrados por essa Igreja. O mais comumente associado a santos Cosme e Damião médicos na Síria é celebrado em 1º de novembro, como Santos Cosme e Damião da Ásia Menor. Mas há uma celebração em 17 de outubro, de Santos Cosme e Damião da Cilícia, e outra em 1º de julho, de Santos Cosme e Damião de Roma. Os três pares são da classe dos santos anárgiros, isto é, "desapegados do dinheiro", o que faz com que se pense que os três se referem ao mesmo par.
São considerados no Brasil os Santos padroeiros dos Farmacêuticos e Médicos. A bonita história de São Cosme e São Damião — que por sua vez é marcada por visões diferentes, dependendo da crença de cada religião — demonstra a complementaridade e interdependência que as profissões irmãs, a medicina e a farmácia, possuem. Talvez o sucesso atribuído às curas milagrosas dos irmãos gêmeos, na idade média, nada mais fosse do que a antecipação da divisão do trabalho, ocorrida apenas no século XIII, onde a farmácia foi separada oficialmente da medicina e considerada uma profissão.